# Alfred Zahn
Alfred Franz Zahn (* 17. August 1903 in Hamburg; † 14. April 1972 in Ost-Berlin) war ein deutscher kommunistischer Politiker (KPD/SED), Journalist, Widerstandskämpfer gegen den Nationalsozialismus, Hochschullehrer und Chefredakteur der DDR-Zeitschrift Neue Berliner Illustrierte.

## Leben
Der Sohn eines Maschinisten und eines Dienstmädchens Alfred Zahn besuchte bis 1918 die Volksschule in Hamburg und bis 1921 das Lehrerseminar in Havelberg. Im November 1919 trat Zahn in die aus dem Spartakusbund entstandene KPD ein. 1921 brach Zahn seine Ausbildung zum Lehrer ab und wurde technischer Sekretär der KPD Hamburg und Leiter der in der Hamburger Volkszeitung erscheinenden Jugendbeilage. Im Oktober 1923 nahm Zahn am Hamburger Aufstand teil und wurde in dessen Folge steckbrieflich gesucht. Zahn hielt sich bis 1924 illegal in Kassel, Halle und Berlin auf. Im Mai 1924 ging Zahn in die Emigration in die Sowjetunion.
Dort war Zahn Schulinspektor und Englischlehrer an der deutschen Schule, Kursant der Komintern-Schule der nationalen Minderheiten und Inspektor am Volksbildungskommissariat für nationale Minderheiten in Cherson. Von 1925 bis 1927 war Zahn Mitarbeiter der Internationalen Roten Hilfe (IRH) in Moskau, Leiter des Pressebüros und verantwortlicher Redakteur der Funktionärszeitschrift der IRH.
Nach einer Amnestie in Deutschland kehrte Zahn 1927 in seine Heimat zurück und wurde in Hamburg hauptamtlicher Korrespondent der Moskauer Eisenbahnerzeitung Gudok. Nebenher war Zahn Theater- und Filmkritiker für die Hamburger Volkszeitung. Bis 1932 war Zahn Geschäftsführer der Hamburger Zweigstelle von Zentrosojus. Zahn war als Mitarbeiter des AM-Apparats, dem Nachrichtendienst der KPD, der bis 1937 existierte, 1932/33 zum Schein Inhaber eines Antiquariats, arbeitete aber in der Passfälscherzentrale des Zentralkomitees der KPD in Berlin.
Im Mai 1933 wurde Zahn verhaftet und wegen „Vorbereitung zum Hochverrat“ und Urkundenfälschung zu zwei Jahren Gefängnis verurteilt. Die Strafe saß er bis 1935 in Plötzensee, Hamburg und Wolfenbüttel ab. Nach seiner Haftentlassung ging Zahn in die Emigration nach Frankreich und arbeitete als Pressefotograf. Zahn wurde Mitglied des Komitees für Recht und Freiheit in Deutschland und leitete dessen Propagandaabteilung. 1937 wurde Zahn vom Deutschen Reich ausgebürgert. Bis 1939 arbeitete er beim Deutschen Freiheitssender 29,8. Im September 1939 wurde Zahn in Paris verhaftet. 1939 bis 1941 saß Zahn in den Internierungslagern Le Vernet und Les Milles. Nach seiner Freilassung ging er in die USA und arbeitete ab 1943 bei der Zeitung The German American mit. 1946 und 1947 war er Chefredakteur der Zeitung Germany Today.
Im Dezember 1946 kehrte Zahn nach Deutschland zurück und wurde 1947 Lektor an der SED-Parteihochschule „Karl Marx“ in Liebenwalde. Zahn leitete den ersten Lehrgang für Journalisten. 1947 bis 1949 war Zahn Rundfunkintendant des Landessenders Schwerin und 1949 bis 1953 Programmdirektor beim Berliner Rundfunk. Seit 1949 war Zahn außerdem Chefredakteur der Zeitschrift Unser Rundfunk.
1953 wurde er Chef vom Dienst bei der DDR-Nachrichtenagentur ADN in Berlin. 1954 bis 1957 war Zahn stellvertretender Chefredakteur der Zeitschrift Das Magazin. 1954 bis 1956 war Zahn Chefredakteur des Kongress-Verlages und der Monatszeitung Der Reporter. 1957 und 1958 war er Chefredakteur der Zeitschrift Neue Berliner Illustrierte und ab 1958 Redakteur für die Zeitschrift Probleme des Friedens und des Sozialismus beim Dietz Verlag. Ab 1959 war Zahn Leiter der arabischen Redaktion bei Radio Berlin International (RBI) und von 1961 bis 1962 Leiter des Überseeprogramms von RBI. Anschließend war er bis 1968 Leiter des Pressearchivs und der Bibliothek des Staatlichen Rundfunkkomitees.
Zahn war mit Lola Zahn verheiratet. Beide wurden auf dem Zentralfriedhof Friedrichsfelde beigesetzt.

## Ehrungen
- 1959 Vaterländischer Verdienstorden in Bronze
- 1963 Vaterländischer Verdienstorden in Silber